# 貝倫德安達基耶斯
貝倫德安達基耶斯是哥倫比亞的城鎮，位於該國南部，由卡克塔省負責管轄，始建於1917年，面積1,095平方公里，海拔高度476米，主要經濟活動有農業和畜牧業，2005年人口10,809。
1°24′58″N 75°52′21″W / 1.41611°N 75.8725°W